# 无垢净光舍利塔
无垢净光舍利塔位于沈阳市皇姑区塔湾街45巷15号，是全國重點文物保护单位。旧“沈阳八景”之一的“塔湾夕照”中塔即指此塔。

## 历史沿革
此塔始建于辽代重熙十三年 （1044年），并于1640年（清崇德五年）时重修，在塔正南面二米处，立有《重修无垢净光舍利佛塔碑记》，用汉、满、蒙三种文字记载了建塔和重修的事情。
1985年对此塔维修时发现塔身为空心结构，地宫四壁尚有保存完好的彩色壁画，同期在塔内出土了大批文物，其中包括1548颗舍利子。
塔北侧建有沈阳古塔遗物陈列馆，用于展出沈阳市各塔出土的文物。

## 建筑特色
舍利塔属于密檐式塔，高30多米，13层密檐八角砖塔。整体分地宫、塔座、塔身、塔檐、塔刹五大部分。
- 塔座为八角形须弥座，每面宽5.5米。
- 塔身须弥座束腰，上部有十三层密檐；塔身的八面各有一个佛龛，每个都有坐佛一尊，两旁有胁持。

正东：慈悲佛；
东南：阿闪佛；
正南：宝生佛；
西南：等观佛；
正西：平等佛；
西北：惠华佛；
正北：大慈佛；
东北：普济佛；
- 塔刹，下为八角形露盘，上有圆盘露体，其顶端是穿有三颗宝珠铁刹杆，最高处是一个葫芦形铜宝珠。

## 塔湾夕照
旧“沈阳八景”之一，因此塔紧临新开河，在夕阳映照之下，风景优美。清代诗人百龄的《沈阳道中作》诗咏道：

一湾塔影水流春，
寒食烟生树树新，
疑是雨余青到眼，
十三山色欲留人。

相传，乾隆皇帝东巡盛京时因此景色曾赋诗：

塔湾晚照夕阳霞，
路暗堤深树集鸦。
烟带远岗村处处，
户照明月夜家家。